# Рино
Ри́но (англ. Reno) — город на западе штата Невада, США. Административный центр округа Уошо. На 2020 год население города составляет 264 165 человек, что делает Рино четвёртым городом Невады по количеству жителей (после Лас-Вегаса, Хендерсона и Норт-Лас-Вегаса). Город расположен в долине у подножия горного хребта Сьерра-Невада, в 35 км от озера Тахо.
Рино часто называют «самым большим маленьким городом в мире» (англ. The Biggest Little City in the World). Город известен своей индустрией туризма и многочисленными казино, здесь же была основана крупная игорная компания Caesars Entertainment Corporation. Рино (совместно с соседним городом Спаркс) находится в долине называющейся Траки Мэдоус, которая благодаря масштабным инвестициям компаний из региона Сиэтла и Сан Франциско становится новым технологическим центром в США.
Город назван в честь героя американской гражданской войны Джессе Ли Рено.

## Население
По данным переписи населения 2010 года в городе проживало 225 221 человек, составлявших 90 924 домохозяйства.
Расовый состав жителей: белые — 74,2 %, американцы азиатского происхождения — 6,3 %, афроамериканцы — 2,9 %, коренные американцы — 1,3 %, коренные жители островов Тихого океана — 0,7 %, другие расы — 10,5 %, относящие себя к двум и более расам — 4,2 %.
Возрастной состав населения: до 18 лет — 22,8 %, от 18 до 24 лет — 12,5 %, от 25 до 44 лет — 28,2 %, от 45 до 64 лет — 24,9 %, 65 лет и старше — 11,7 %. Средний возраст составляет 34,6 года. На каждые 100 женщин приходится 103,4 мужчин. На каждые 100 женщин в возрасте 18 лет и старше приходится 102,7 мужчин.
Средний доход домохозяйства в городе в 2011 году составлял 44 846 долларов, а средний доход семьи — 53 896 долларов. Средний доход мужчин составлял 42 120 долларов по сравнению с 31 362 долларами у женщин. Доход на душу населения в городе составлял 25 041 долларов. Около 9,6 % семей (14,4 % населения) находились ниже черты бедности.
| Численность населения | Численность населения | Численность населения | Численность населения | Численность населения | Численность населения | Численность населения | Численность населения | Численность населения | Численность населения |
| 1860                  | 1870                  | 1880                  | 1890                  | 1900                  | 1910                  | 1920                  | 1930                  | 1940                  | 1950                  |
| --------------------- | --------------------- | --------------------- | --------------------- | --------------------- | --------------------- | --------------------- | --------------------- | --------------------- | --------------------- |
| 1035                  | →1035                 | ↗1362                 | ↗3563                 | ↗4500                 | ↗10 867               | ↗12 016               | ↗18 529               | ↗21 317               | ↗32 497               |
| 1960                  | 1970                  | 1980                  | 1990                  | 2000                  | 2010                  | 2019                  |                       |                       |                       |
| ↗51 470               | ↗72 863               | ↗100 756              | ↗133 850              | ↗197 177              | ↗236 728              | ↗257 182              |                       |                       |                       |

## География и климат

### Географические сведения
Рино расположен на западе штата Невада на границе с Калифорнией примерно в 300 км к северо-востоку от Сан-Франциско, в 40 км к северу от Карсон-Сити. Через город протекает река Траки, являющаяся для города основным источником водоснабжения.

### Геологическое расположение
Рино находится на тектоническом разломе в месте столкновения тихоокеанской и североамериканской плит. В 2008 году был зафиксирован беспрецедентный случай ряда землетрясений, продолжавшихся более двух месяцев, ежедневно до трёх раз в день, с постоянно увеличивающейся магнитудой (максимальная 5,0 по шкале Рихтера).

### Климат
Рино находится в дождевой тени горного хребта Сьерра-Невада, на западном краю Большого Бассейна. Город находится на высоте 1371 м над уровнем моря с некоторыми районами достигающими 1900 м. Климат Рино полузасушливый (семиаридный). Город испытывает прохладную зиму и жаркое лето с небольшим количеством осадков.
| Показатель                         | Янв. | Фев. | Март | Апр. | Май  | Июнь | Июль | Авг. | Сен. | Окт. | Нояб. | Дек. | Год  |
| ---------------------------------- | ---- | ---- | ---- | ---- | ---- | ---- | ---- | ---- | ---- | ---- | ----- | ---- | ---- |
| Средний максимум, °C               | 8,7  | 11,2 | 15,1 | 18,2 | 23,4 | 29,2 | 34,4 | 33,4 | 28,8 | 21,3 | 13,7  | 8,2  | 20,4 |
| Средняя температура, °C            | 2,7  | 4,8  | 8,1  | 9,4  | 15,7 | 20,7 | 25,1 | 23,9 | 19,4 | 12,8 | 6,6   | 2,3  | 12,8 |
| Средний минимум, °C                | −3,3 | −1,7 | 1,1  | 3,6  | 8,1  | 12,1 | 15,8 | 14,5 | 10,2 | 4,3  | −0,6  | −3,5 | 5,1  |
| Норма осадков, мм                  | 32   | 26   | 20   | 11   | 14   | 10   | 5    | 6    | 5    | 13   | 16    | 28   | 187  |
| Источник: NOAA Online Weather Data |      |      |      |      |      |      |      |      |      |      |       |      |      |

## Экономика
Основной статьей доходов города исторически являлся игорный бизнес. Казино в Рино работают с 1931 года. До момента расцвета Лас-Вегаса Рино даже удерживал за собой звание игорной столицы США.
Впоследствии город несколько утратил свои позиции в этой сфере из-за расцвета «индейских казино» и упоминавшегося выше подъёма Лас-Вегаса.
Рино и окрестности являются популярной климатической курортной местностью. Город известен своими горнолыжными курортами.
Развито производство строительных материалов, электронного оборудования, химическая промышленность.
В Рино расположены головные офисы нескольких крупных компаний, таких как International Game Technology, PC-Doctor, Port of Subs.
С начала 21-го века в регион Рино наблюдается приток высокотехнологических компаний после привлечения крупных инвестиций из Сиэтла и Кремниевой Долины.
Гигафабрика Tesla находится в промышленном центре Тахо Рино, в самом большом здании в мире.

### Лучшие работодатели
Согласно всеобъемлющему годовому финансовому отчету компании Reno’s за 2016 год, основными работодателями в городе являются:
| #  | Работодатель                             | Работники |
| -- | ---------------------------------------- | --------- |
| 1  | Школьный округ Уошо                      | 8750      |
| 2  | Университет штата Невада                 | 4750      |
| 3  | Округ Уошо                               | 2750      |
| 4  | Региональный Медицинский Центр Renown    | 2750      |
| 5  | Peppermill Reno                          | 2250      |
| 6  | Международные Игровые Технологии         | 1750      |
| 7  | Курортный спа отель Atlantis Casino      | 1750      |
| 8  | Курортный отель Eldorado Casino          | 1750      |
| 9  | HG Staffing LLC                          | 1750      |
| 10 | Региональный медицинский центр Сент-Мэри | 1250      |

## Отдых
Регион Рино предлагает множество возможностей для активного отдыха, как сезонных, так и круглогодичных. Летом местных жителей Рино можно встретить возле трех крупных водоемов: озера Тахо, реки Траки и озера Пирамид. Горная река Траки берет начало в озере Тахо и течет с запада на восток через центр города Рино, а затем заканчивается у озера Пирамид на севере. Озеро Уошу — популярное место для кайтсерфинга и виндсерфинга из-за высокой скорости ветра летом.
Катания на лыжах и сноуборде являются одними из самых популярных зимних видов спорта и привлекают большое количество туристов. На расстоянии от 18 до 158 км от Рино существует 18 горнолыжных курортов. Другие популярные зимние развлечения в Рино включают ходьба на снегоступах, катание на коньках и снегоходах.
Также Рино привлекает людей множеством велосипедных дорожек. Каждое лето на озере Тахо проводятся международные соревнования по велоспорту.

### Воздушные гонки
Известные национальные чемпионаты по воздушным гонкам проводятся каждый сентябрь в аэропорту Reno Stead.

## Галерея

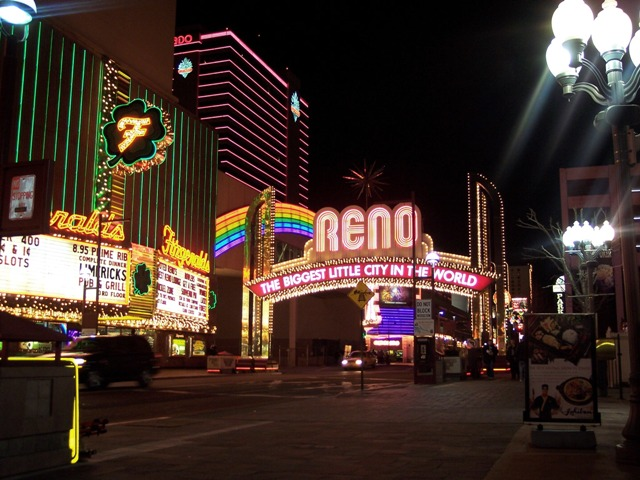
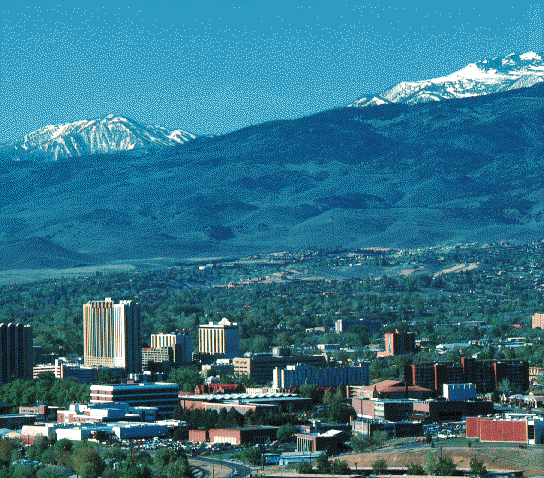
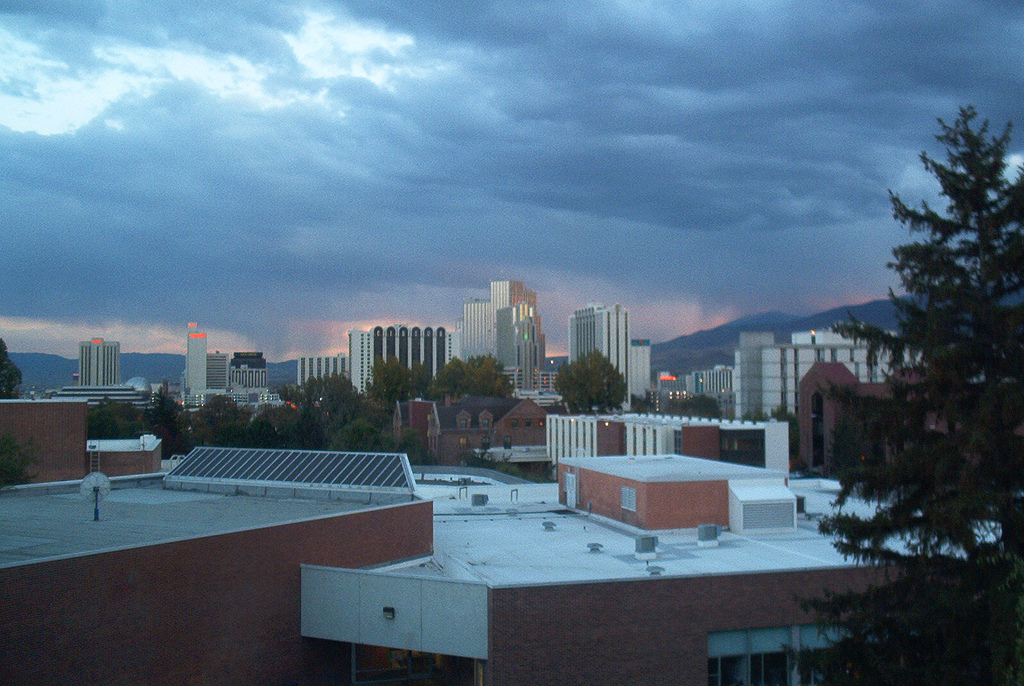
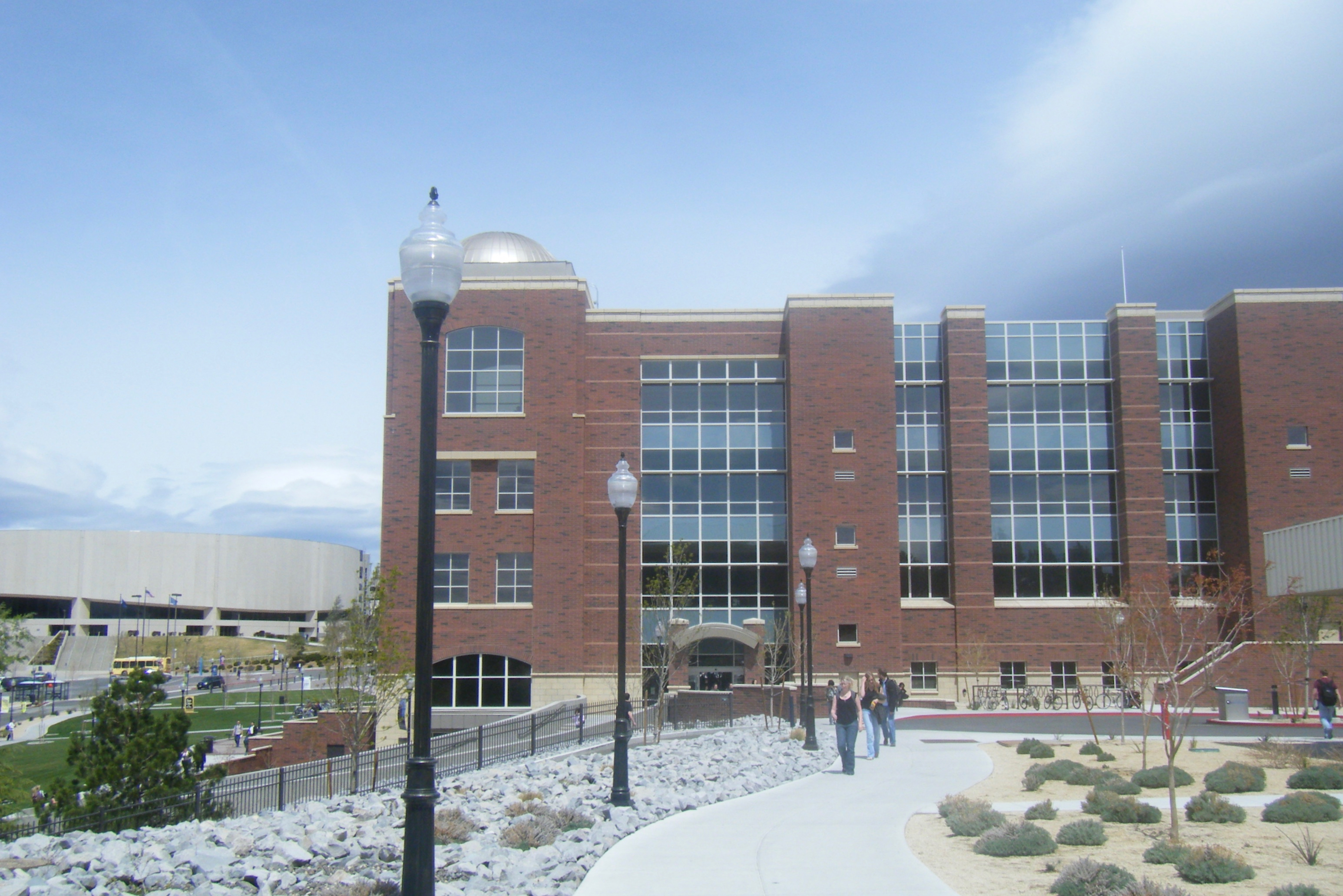

## Города-побратимы
Рино имеет семь городов-побратимов:
- Йеллоунайф, Канада
- Нальчик, Россия
- Сан-Себастьян, Испания
- Тайчжун, Тайвань
- Удонтхани, Таиланд
- Хацор-ха-Глилит, Израиль
- Шэньчжэнь, Китай